# 모서중학교
모서중학교(牟西中學校)는 대한민국 경상북도 상주시 모서면 삼포리에 있는 공립 중학교이다.

## 학교 연혁
- 1972년 12월 26일 : 모서중학교 9학급 인가
- 1973년 3월 1일 : 초대 이두억 교장 취임
- 1973년 3월 17일 : 개교(3학급 편성)
- 1979년 3월 1일 : 모서중학교 백학분교 인가(6학급)
- 1999년 3월 1일 : 모서초·중학교 통합 운영
- 2009년 3월 1일 : 모서중학교백학분교장 통폐합
- 2020년 11월 20일 : 경상북도교육청 지정 연구시범학교 운영보고회
- 2023년 2월 10일 : 제48회 졸업식(6명) 졸업생수(2,983명)
- 2023년 3월 2일 : 입학생(12명)
- 2023년 9월 1일 : 제30대 정용만 교장 취임

## 참고 자료
- 모서중학교 - 한국교육학술정보원 학교알리미